# Florian Lechner
Florian Lechner (3. ožujka 1981.) je njemački obrambeni nogometaš. Svoj profesionalni debi u 2. Bundesligi za St. Pauli je odradio 8. veljače 2009. kada je ušao u igru kao zamjena u 42. minuti protiv SpVgg Greuther Fürth.
Trenutačno je član Karlsruher SC.